# 18100 Лебретон
18100 Лебретон (18100 Lebreton) — астероїд головного поясу, відкритий 6 червня 2000 року.
Тіссеранів параметр щодо Юпітера — 3,596.